# نوینگر (میزوری)
نوینگر (به انگلیسی: Novinger) یک شهر در ایالات متحده آمریکا است که در شهرستان ادیر، میزوری واقع شده‌است. نوینگر ۲٫۰۷ کیلومتر مربع مساحت و ۴۵۶ نفر جمعیت دارد و ۲۴۰ متر بالاتر از سطح دریا قرار دارد..